# Cornershop
Cornershop är ett brittiskt indieband som grundades 1991. Bandet hade 1997 en hit med låten "Brimful of Asha", som är en hyllning till den indiska sångerskan Asha Bhosle. Fatboy Slims remix av låten nådde förstaplaceringen på UK Singles Chart i februari 1998.

## Medlemmar
Nuvarande medlemmar
- Tjinder Singh – sång, gitarr (1991–)
- Ben Ayres – gitarr, tanpura, keyboard (1991–)
- Nick Simms – trummor (1995–)
- Peter Bengry – slagverk (1995–)
- Adam Blake – sitar (2009–)
- Pete Downing – gitarr (2009–)
- James Milne – basgitarr (2009–)

Tidigare medlemmar
- Avtar Singh – basgitarr, sång (1991–1995)
- David Chambers – trummor (1991–1995)
- Anthony Saffery – sitar (1994–2002)
- Wallis Healey – gitarr (1994–1995)
- Pete Hall – slagverk (1995)

## Diskografi i urval

### Album
- 1994 – Hold on It Hurts
- 1995 – Woman's Gotta Have It
- 1997 – When I Was Born for the 7th Time
- 2002 – Handcream for a Generation
- 2009 – Judy Sucks a Lemon for Breakfast
- 2011 – Cornershop and the Double-O Groove of
- 2012 – Urban Turban: The Singhles Club
- 2013 – Snap Yr Cookies

### Singlar
- 1997 – "Brimful of Asha" (#60)
- 1998 – "Brimful of Asha (Norman Cook Remix)" (#1)
- 1998 – "Sleep on the Left Side" (#23)
- 2002 – "Lessons Learned From Rocky I to Rocky III" (#37)
- 2002 – "Staging The Plaguing of the Raised Platform" (#80)
- 2004 – "Topknot" / "Natch" (#53)